# Joseph Dane (Jurist)
Ignaz Ivo Joseph Dane (* 28. Dezember 1813 in Erwitte; † 7. März 1882 in Erwitte) war ein deutscher Jurist und Abgeordneter der preußischen Nationalversammlung.

## Leben
Er besuchte das Progymnasium in Brilon und das Gymnasium in Paderborn. Er studierte Rechtswissenschaften in Bonn und Berlin. Danach war Dane Auskulator in Münster und Arnsberg und später Referendar in Erwitte. Er promovierte 1841 zum Doktor der Rechte. Danach praktizierte er als Rechtsanwalt in Erwitte.
Während der Revolution von 1848/49 war Dane Abgeordneter der preußischen Nationalversammlung für den Kreis Lippstadt und gehörte dem linken Zentrum an.